# Harej
Harej je priimek v Sloveniji, ki ga je po podatkih Statističnega urada Republike Slovenije na dan 1. januarja [2010 uporabljalo 135 oseb.

## Znani nosilci priimka
- Zorko Harej (1921—2010), primorski glasbeni, kulturni in javni delavec
- Zorko Harej (1949—1990), arheolog